# Давн
Давн (др.-греч. Δαύνιος, Δαύνος) — персонаж древнегреческой мифологии. Царь давниев в Южной Италии. Имел меч, выкованный Гефестом, закаленный в водах реки Стикса. Выдал свою дочь замуж за Диомеда. Овидий называет его «япиг Давн». Когда Диомед умер, он вооружил варваров оружием эллинов и перебил эллинов, поселившихся вместе с Диомедом. Согласно Вяч. В.Иванову, его имя — это иллирийская форма, означает «волк».